# Mount Hermon, New Jersey
Mount Hermon är en ort i Warren County i delstaten New Jersey, USA.